# Ramnakyrkan
Ramnakyrkan är en kyrkobyggnad i Borås. Den tillhör Borås museum i Ramnaparken.

## Historia
Ramnakyrkan är Kinnarumma sockens gamla timrade kyrka, som uppfördes 1690-1691 och är typisk för sin tid. Ursprungligen var den tornförsedd, men då det revs i slutet av 1860-talet ersattes det av en inbyggd klockstapel. År 1907 byggde församlingen i Kinnarumma en ny kyrka och den gamla överlämnades till De Sju Häradernas Kulturhistoriska Förening. Den demonterades 1912.
Föreningen lät återuppföra kyrkobyggnaden i Borås stad. Där stod den klar i samband med invigningen av det nationalromantiska friluftsmuseet i Ramnaparken 1914. Med flytten följde kyrkans altarskåp och predikstol, men inte den inbyggda klockstapeln. Denna ersattes istället av en fristående klockstapel från Öra socken i Gäsene härad, varifrån även stigluckan hämtades. Bänkinredningen kommer från Vänga kyrka.
Från början var avsikten att byggnaden enbart skulle tjäna som kyrkligt museum, så den kulturhistoriska föreningens samlingar flyttades dit. Så småningom flyttades de istället över till Ramslätts gästgivargård, när denna hade förvärvats till museet och kyrkan kunde åter användas för gudstjänstbruk. År 1930 återinvigdes kyrkan och fick sitt nuvarande namn. Den används sedan dess för gudstjänster, dop och vigsel.

## Kyrkobyggnaden
Timmerkyrkans väggar och det branta taket är spåntäckta. Väggarna är rödfärgade och taket tjärat. Vid flytten återställdes nordväggen obruten utan fönster. Inredningen är i princip i sin helhet från 1600- och 1700-talen och hela byggnaden ger en totalupplevelse av förluten tid. 

## Takmålningar
Kyrkans ovanligt platta brädtak målades först interiört 1706 av Nicklas Berg, men övermålades av Ditlof Ross på 1752-1753. Man kan emellertid skymta Bergs målningar under dagens. Ross svarade även för bemålningen av läktarbröstningen med apostlar och man tror att han där har fått hjälp av sin styvson Henrik Wibeck. Innerväggarna spändes med väv vid en restaurering 1869-1870 varvid väggmålningarna förstördes och taket vitmålades. Målningarna togs åter fram 1930.

## Inventarier
- I Ramnakyrkan visas flera medeltida skulpturer och andra inventarier som flyttats från olika kyrkor runt om i Sjuhäradsbygden.
- Fattigbössan utanför kallmuren är en kopia av den bössa som fortfarande finns uppställd vid uppfarten till Kinnarumma nya kyrka.

## Bilder

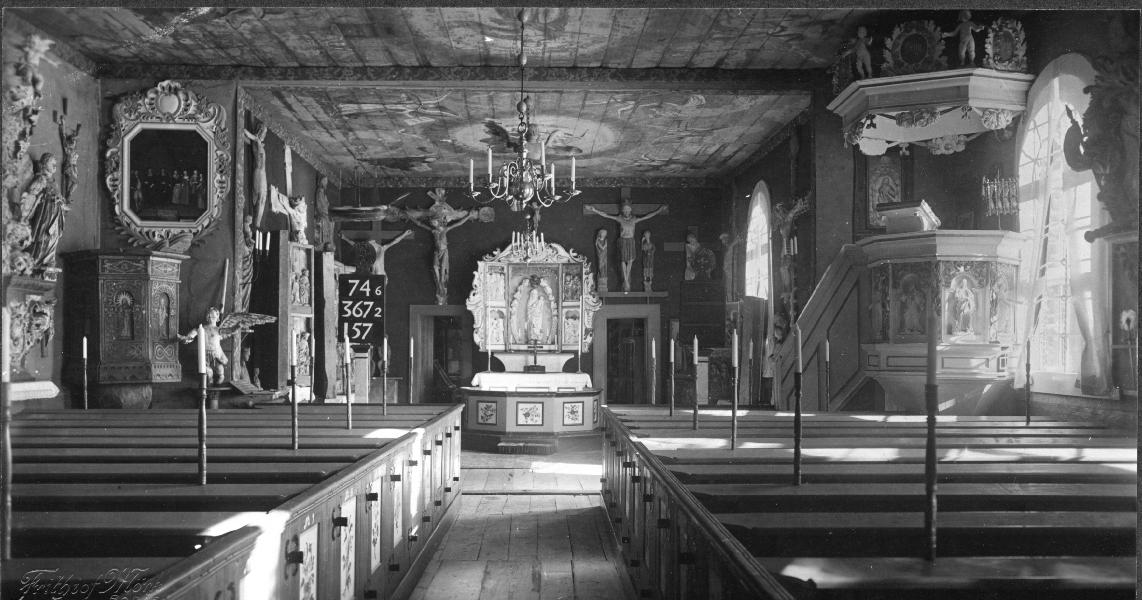
Interiörfoto av okänd fotograf, taget efter 1930, in mot altaret.
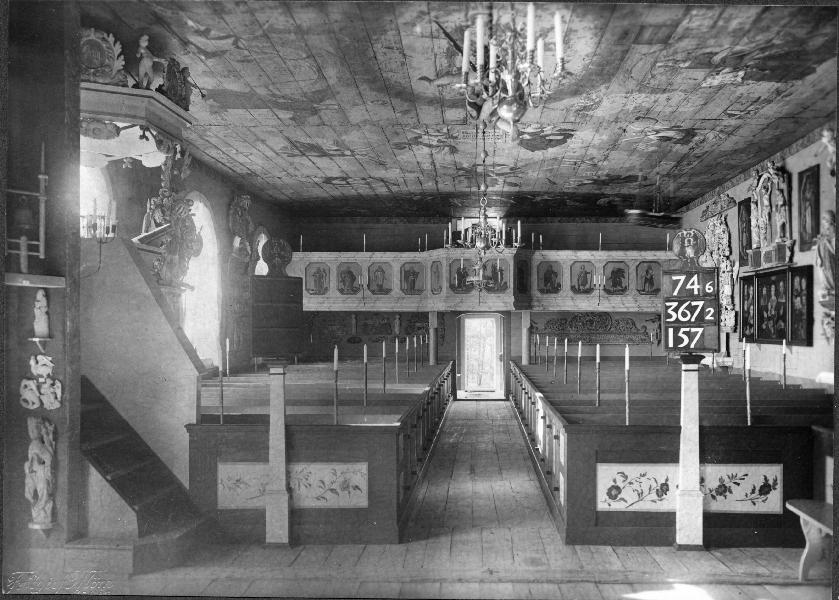
Från altaret mot utgången.
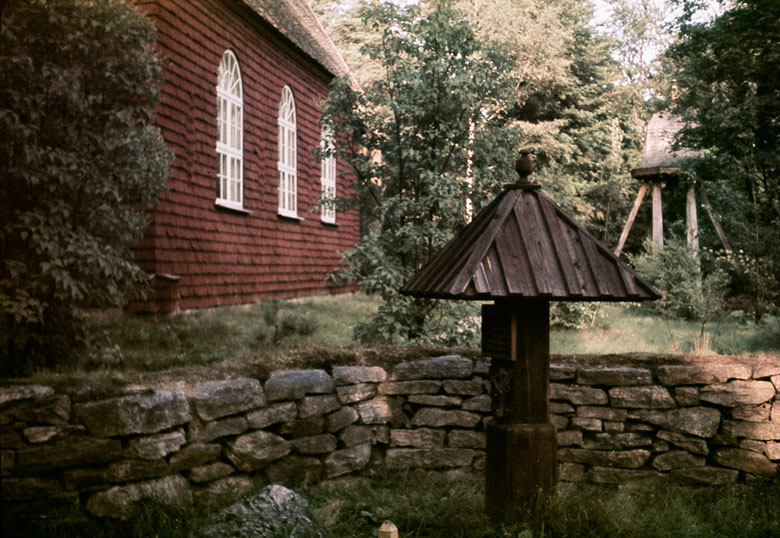
Fattigbössa.
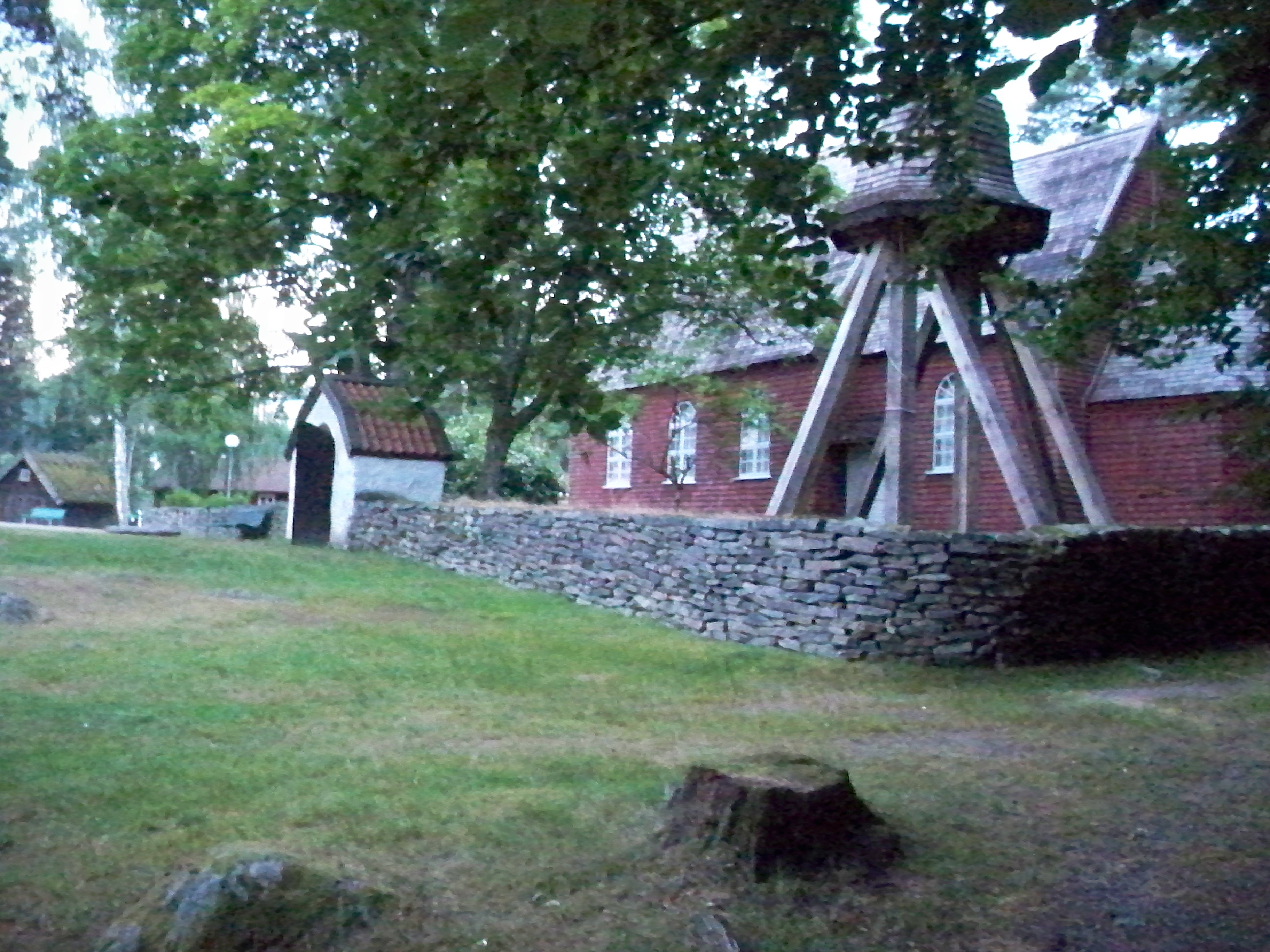
Klockstapeln från Öra socken.